# 里瓦 (卢瓦尔省)
里瓦（法語：Rivas）是法国卢瓦尔省的一个市镇，位于该省南部，卢瓦尔河右岸，属于蒙布里松区。该市镇总面积4.6平方公里，2009年时的人口为514人。

## 交通
卢瓦尔省省道D16线和D101线在境内交汇。

## 人口
里瓦人口变化图示